# Карл Бухолц (художник)
Карл Бухолц, (на немски: Karl Buchholz) е роден на 23 февруари 1849 г. в Шлосвипах, околия Зьомерда, починал на 29 май 1889 г. в Оберваймар е германски пейзажист, представител на Ваймарската школа.

## Обучение
През 1867 г. Карл Бухолц постъпва в създадената през 1860 г. Художествена академия на Великото херцогство Саксония. Там той се учи при художника пейзажист Макс Шмидт. От 1871 г. нататък продължава обучението си в майсторския клас на изпратения от Държавната художествена академия Дюселдорф във Ваймар художник и учител Теодор Хаген. В това време в Дюселдорфската академия преподаването почива на по-напредничавите разбирания за цветовете и за пленерната живопис, в съзвучие с идеите на барбизонската школа.

## Стил
Още през първата година на учението си Бухолц си обзавежда собствено ателие. Той твори нежни, пастелни картини, като избягва сензационните сюжети. В центъра на картините си той изобразява по-скоро второстепенни и бедни на детайли пейзажи, като набляга на промяната на настроението през различните части на деня. Карл Бухолц отразява в картините си промяната на Природата през различните части на деня, която създава и различно настроение. Картините си рисува най-вече със сюжети от околностите на Ваймар, но също така от планината Харц, от Тюрингия и др. Lovis Corinth го нарича „геният на Ваймарската школа“.
На 40 г. Карл Бухолц сам слага край на живота си.

## Наследство
За двадесет години дейност Бухолц не оставя много голямо наследство. Пейзажите му са рисувани с масло, въглен, молив, маслени ескизи, акварели. Днес творбите му са разпръснати на много места.

## Подбрани творби
- В гората на планината Харц, масло, 37.3 × 38 см
- Събиране на картофи, масло, 42,5 x 71,5 см
- Есенен пейзаж с брези, масло върху картон, 21 см х 26 см
- Есен в парка/ Горски пейзаж, масло върху картон, 27х18,5 см
- Сред гората, масло върху дърво, 33 х 53,7 см, около 1880 г.

- „Пролет на село“, 1872 г.
- „Замъкът Шьонбург край Обервезел“
- „Буря“, 1876 г.